# Junonia evarete
Junonia evarete, la mariposa ojo de venado, es una mariposa neotropical que se encuentra desde Florida y el Caribe, México, América Central, hasta Sudamérica tropical y subtropical. La localidad tipo es Suriname, y se han descrito numerosas subespecies. La sinonimia es extensa, y la literatura más antigua debe usarse con precaución. La mariposa se confunde fácilmente con Junonia genoveva, que también se conoce como el ojo de venado del manglar.